# يعقوبية حدباء
يعقوبية حدباء (الاسم العلمي: Jacobaea gibbosa)، نوع نبات من اليعقوبية وفصيلة النجمية.